# Semana Santa en Olvera
La Semana Santa en Olvera es uno de los más importantes acontecimientos que se produce cada año en la ciudad, desde el punto de vista religioso, celebrándose en la semana del primer plenilunio de la primavera, donde se conmemora la Pasión, Muerte y Resurrección de Jesucristo con la celebración de diversos actos litúrgicos y estaciones penitenciales. 
La localidad cuenta con 5 hermandades que procesionan, pero el número de procesiones durante la semana es en total de 7, es una fiesta declarada de ‘Interés Turístico Nacional de Andalucía’.

## Domingo de Ramos
Procesión de La Borriquita.
Era la encargada de abrir los desfiles procesionales en Olvera, el Domingo de Ramos, a las once de la mañana desde la Escuela Hogar y recorría la Avenida Manuel de Falla, Fuente Nueva, Plaza de la Concordia, Calvario, Victoria, Llana, Calzada y Plaza de la Iglesia para recogerse en la Iglesia Arciprestal Nuestra Señora de la Encarnación. Desfilaba acompañada de multitud de penitentes infantiles de todas las cofradías de la localidad, portando sobre sus hombros una capita de color rojo.
Actualmente, y desde hace unos años, La Borriquita no procesiona. 

## Lunes Santo
Hermandad de Nuestro Padre Jesús Cautivo, Nuestra Señora del Socorro y San Manuel González García.
- Historia

Realiza estación de penitencia desde principio de los años 90. Es la única cofradía que no sale desde la Parroquia de la Encarnación sino desde la iglesia del Socorro y además tiene uno de los recorridos más dificultosos.
- Itinerario

Salida a las 20:00, desde la Iglesia del Socorro. Itinerario: Plaza del Socorro, Salada, Socorro, Vieja, Pilar, Plaza Alfarería, Almería, Nueva, Victoria, Llana, Plaza del Ayuntamiento, Azuaga, Partida, San Ildefonso, Salada y Plaza del Socorro. Recogida en torno a las 2:30 en la Iglesia del Socorro
- Hermanos y Nazarenos

Compuesta por 275 hermanos, los nazarenos visten con túnica y antifaz beige y cíngulo y botonadura rojo corinto. No llevan capirote.
- Imágenes

La imagen del cristo es obra del imaginero y escultor sevillano, Francisco Limón Parra y data de principios de los años 90. En el año 2009 procesiona por primera vez por las calles de Olvera, Nuestra Señora del Socorro, obra también de Limón Parra, que fue bendecida el 8 de septiembre de 2002.
- Tronos

El trono de Jesús Cautivo es de madera tallada y barnizada, realizado a principio de los años 2000. El trono de la Virgen del Socorro es de orfebrería plateada sin palio. Ambos tronos posee 4 varales donde se sitúan 40 cargadores en cada trono.

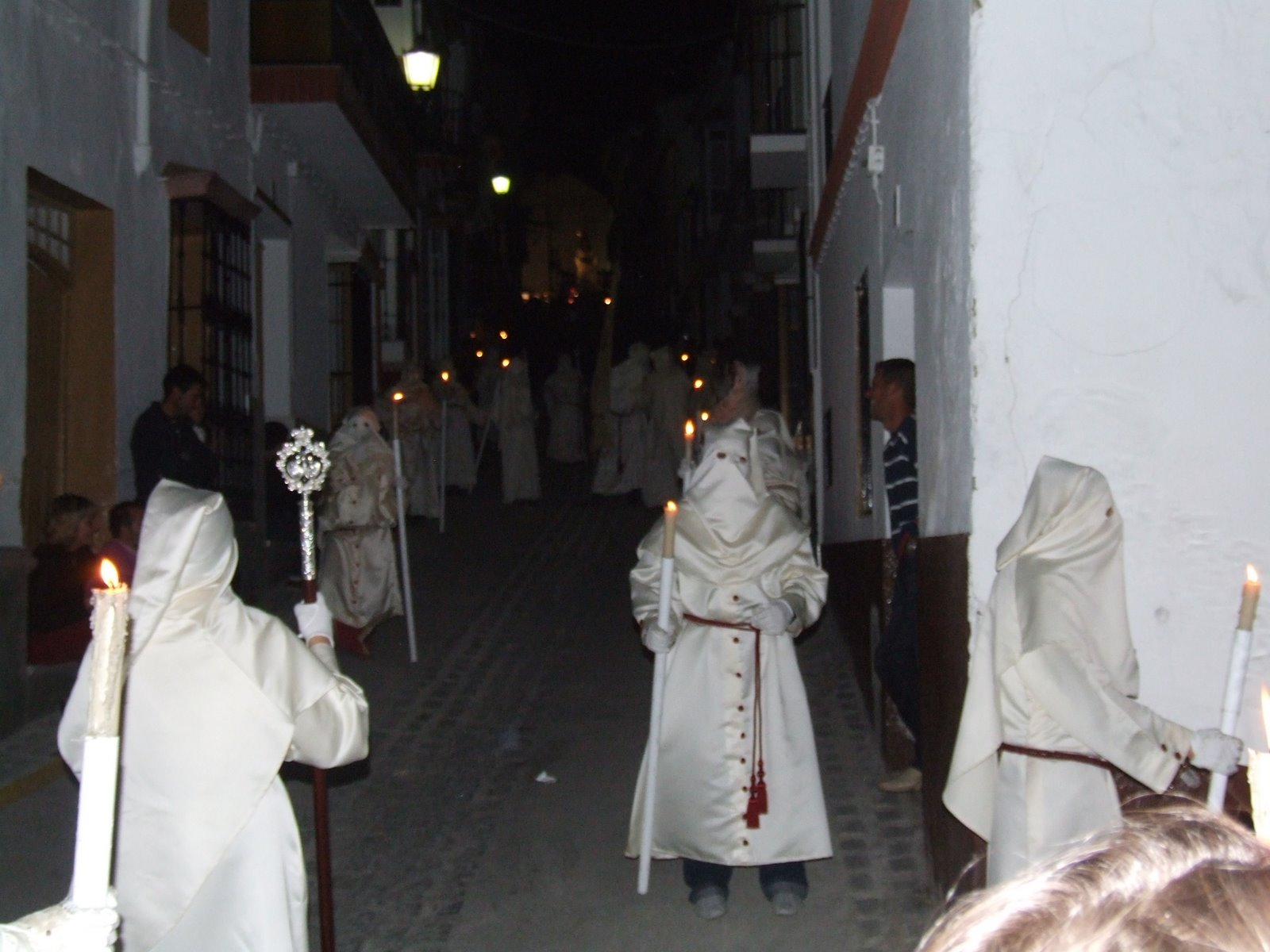
Nazarenos del Cautivo
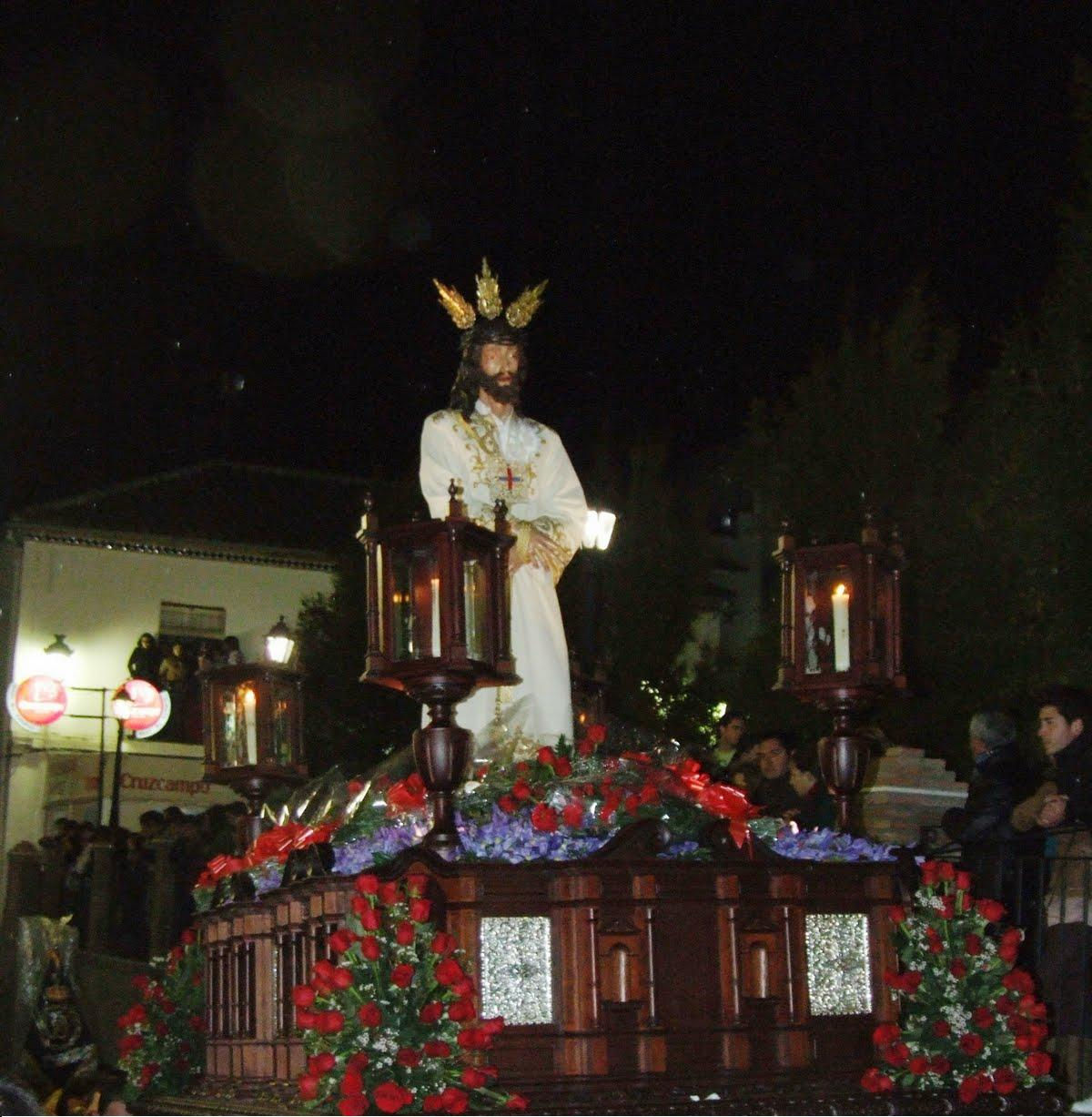
Nuestro Padre Jesús Cautivo
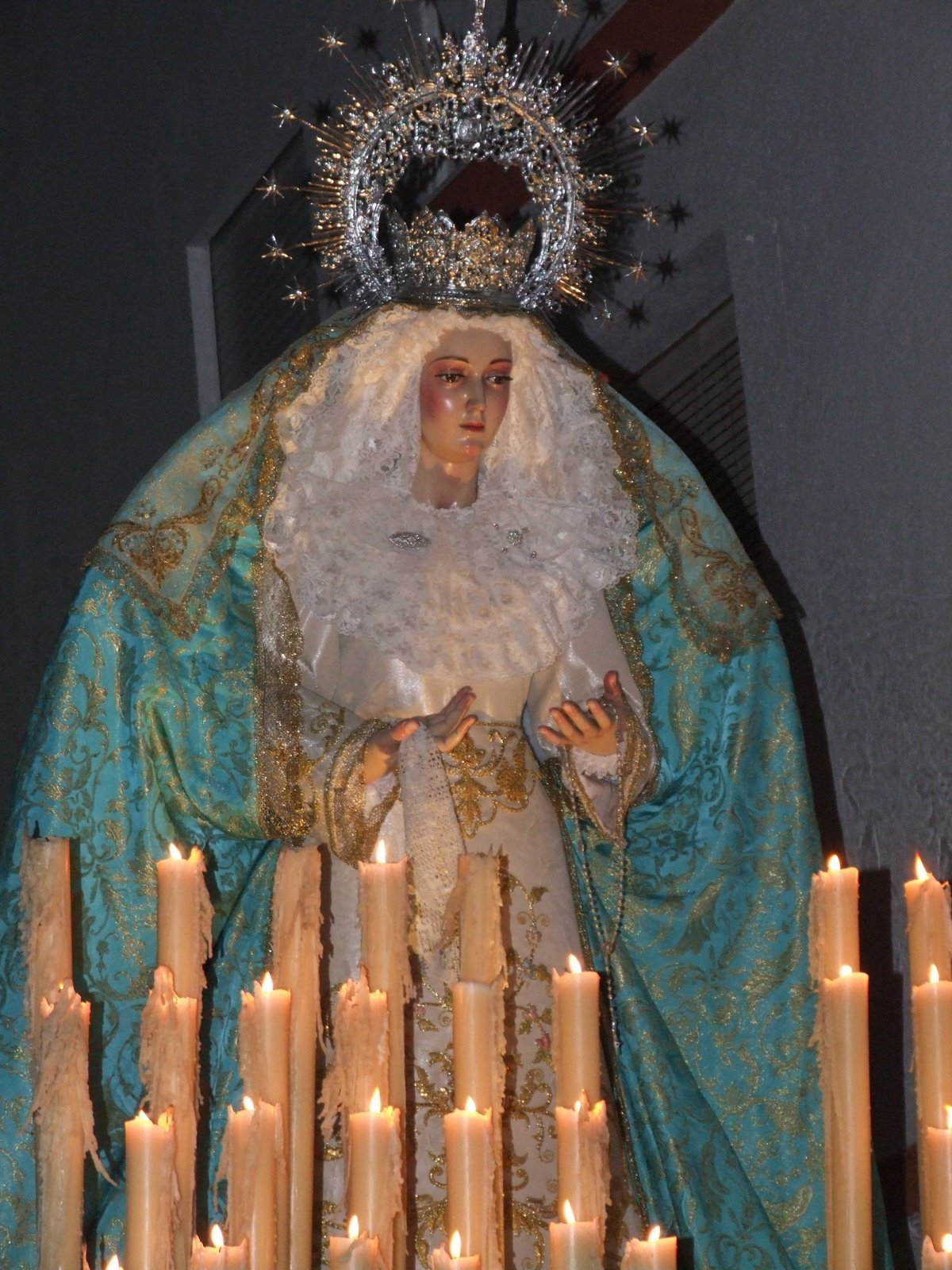
Virgen del Socorro

## Martes Santo
Procesión de La Penitencia de Hombres.
Como ocurre en la localidad desde finales del siglo XV, la procesión de la Penitencia protagoniza el Martes Santo. Según marca la tradición, la procesión del Silencio cuenta sólo con participación de hombres, y sin acompañamiento musical. El Cristo de la Divina Misericordia, seguido por cuatro faroles, cierra la comitiva que sale a las once de la noche de la Iglesia Mayor Parroquial. Itinerario: Plaza de la Iglesia, Calzada, Plaza del Ayuntamiento, Azuaga, Partida, Pozo, Maestro Amado, Cervantes, Los Cantillos, Llana y recogida en Iglesia de la Victoria.
Procesión de La Penitencia de Mujeres. 
Con salida desde la Iglesia de la Victoria, una procesión constituida por dos filas de mujeres desfila en silencio junto a la imagen de la Virgen de las Angustias, descendiendo por el itinerario que culmina en la Capilla de San José de la Montaña.

## Miércoles Santo
Agrupación Parroquial del Cristo del Amor y María Santísima de la Misericordia "Los Estudiantes". 
- Itinerario

Salida a las 20:00 de la noche desde la Residencia Escolar Nuestra Señora de los Remedios y recorrido por las calles Ramón y Cajal, Avda. Manuel de Falla, Fuente Nueva, Plaza de la Concordia,
Avenida Julián Besteiro, Avda. Nuestra Sra. de Los Remedios, Barriada Coronación, Avenida Julián Besteiro, Plaza de la Concordia, Fuente Nueva, Avenida Manuel de Falla., Ramón y Cajal. Recogida en la Residencia Escolar Ntra. Sra. de los Remedios.
- Hermanos y Nazarenos

Formada por 100 hermanos, los nazarenos van ataviados con túnica blanca, capirote, cíngulo y botonadura roja.
- Imágenes

Ambas imágenes son anónimas correspondientes al siglo XVIII.
- Paso

El paso fue estrenado en el año 2012 confeccionado por empresas olvereñas. Es el única imagen portada por costaleros en la localidad, 24 costaleros se distribuyen entre 6 trabajaderas que van situadas debajo del paso.

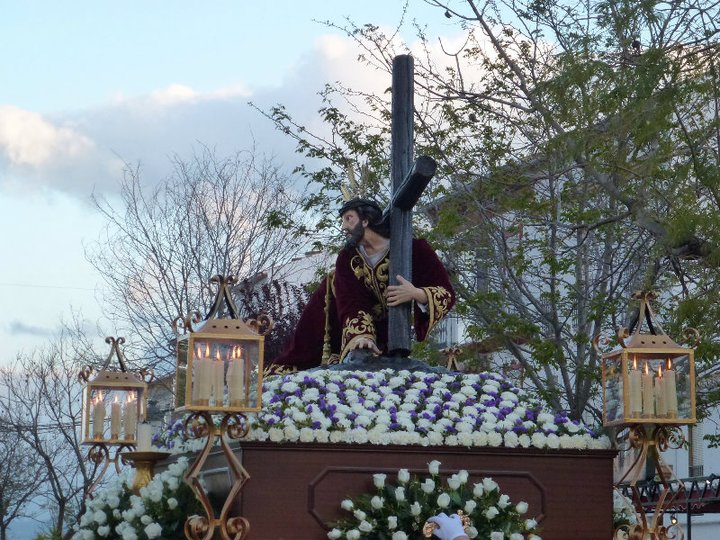
Cristo del Amor

## Jueves Santo
Hermandad de Nuestro Padre Jesús Nazareno y Nuestra Señora de los Dolores
- Historia

Según datos que aparecen en un escrito, la Hermandad está fechada en 1.740, aunque fue en el año 1970 cuando se creó realmente la Asociación de Fieles.
- Itinerario

Salída 6 de la mañana de la Iglesia Mayor Parroquial. Itinerario: Plaza de la Iglesia, Calzada, Maestro Amado, Pulido, Carmona, Vieja, Pilar, Plaza Alfarería, Vereda Ancha, Fuente Nueva, Plaza de la Concordia, Calvario, Victoria, Llana, Pico y recogida aproximadamente a las 13:00 horas en la Casa Hermandad. Los lugares de más interés son la salida y entrada de la Iglesia Mayor, bajada y subida de la calle calzada, en Pulido, Plaza de la Concordia y Llana.
- Hermanos y Nazarenos

La hermandad consta en la actualidad con 688 hermanos, de los que posesionan aproximadamente sobre 450. La túnica y el antifaz es de color morado, acompañado de capa blanca con vuelta roja y escudo lateral en bajo hombro. 
- Imágenes

La imagen de Jesús Nazareno data de 1.940, siendo de "candelero" hasta 1.991, cuando tras un estudio del imaginero sevillano D. Francisco Limón Parra, se llevó a cabo la restauración de dicha imagen en cedro real.
Ntra. Sra. de los Dolores data de 1.989. Fue tallada por el imaginero y catedrático de Bellas Artes D. Juan Manuel Miñarro López. Las costas de la imagen fueron pagadas por aportaciones del pueblo ya que se talló con motivo de haberse destruido en un incendio la antigua imagen que databa de 1.960.
- Tronos

El trono de Padre Jesús fue adquirido en el año 1993 a la Hermandad de Nuestro Padre Jesús Nazareno de los Pasos en el Monte Calvario y María Santísima del Rocío de Málaga. Es portado por 60 cargadores.
El trono de la Virgen de los Dolores es de 1.989, realizado por los Hermanos Angulos de Lucena (Córdoba) Tallado en níquel-plata, con 12 barras de palio y llevada por 60 cargadores.

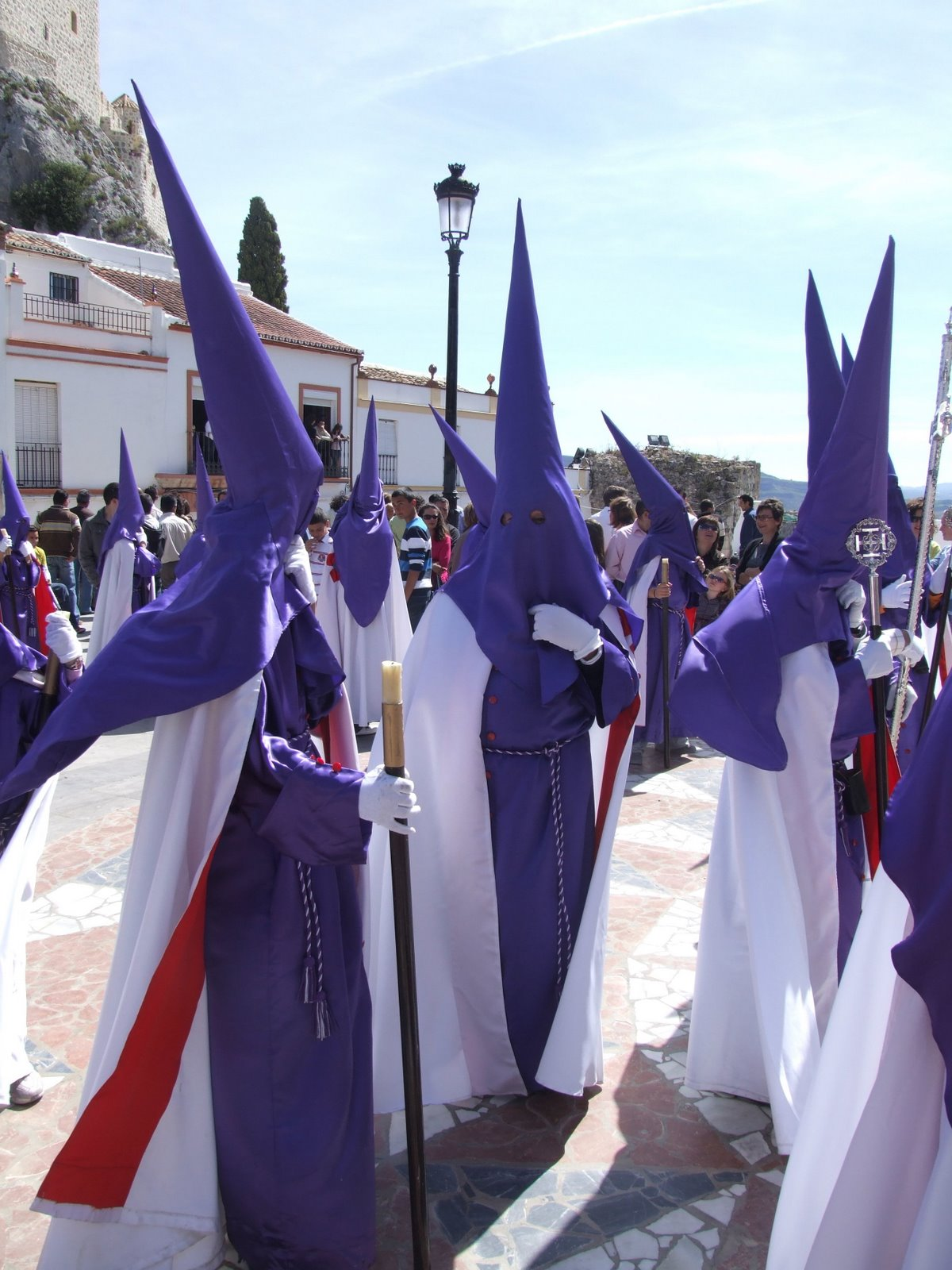
Nazarenos de Padre Jesús
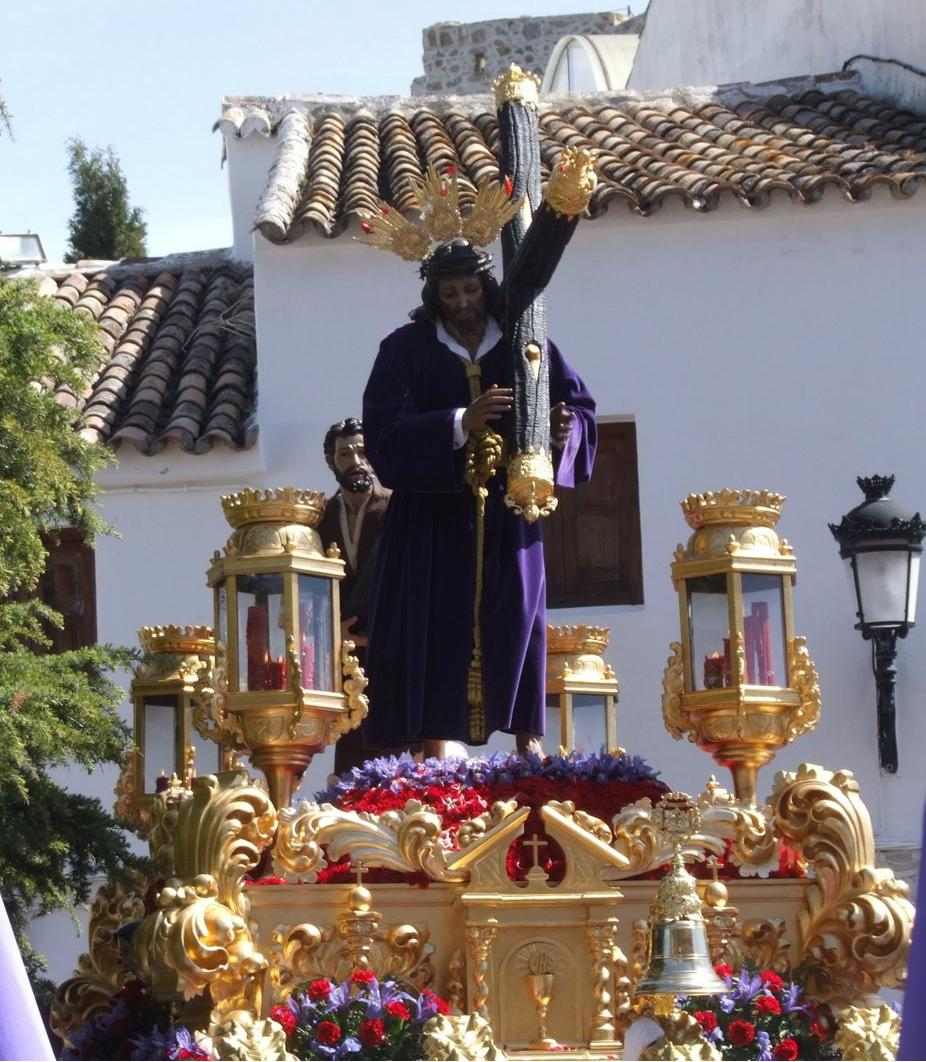
Nuestro Padre Jesús Nazareno
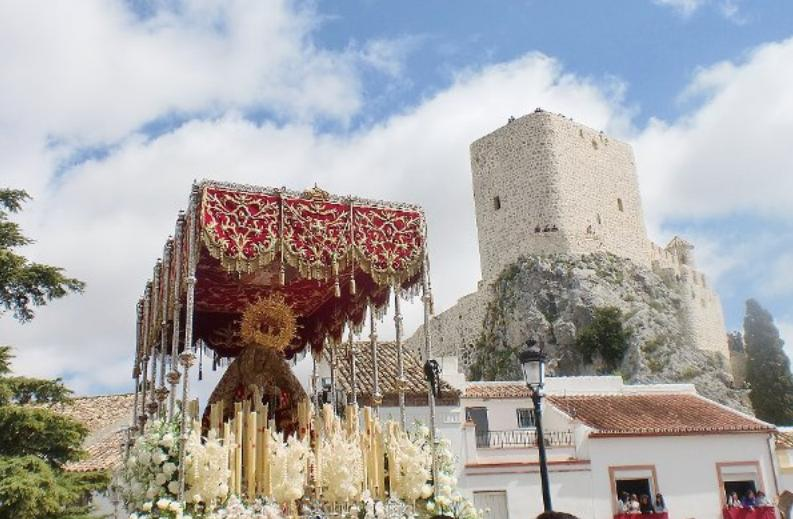
Virgen de los Dolores

Muy Antigua, Real, y Venerable Cofradía Sacramental del Santísimo Cristo de la Vera+Cruz, María Santísima de la Esperanza y San Juan Evangelista
- Historia

Es la cofradía más antigua de la ciudad probablemente datada a principios del siglo XVI, aunque su renovación se produce en 1985.
- Itinerario

Salida 20:30, de la Iglesia Mayor Parroquial. Itinerario: Plaza de la Iglesia, Calzada, Llana, Victoria, Calvario, El gastor, Encarnación, Fuente Nueva, Plaza de la Concordia, Calvario, Victoria, Llana, Calzada, Plaza de la Iglesia y recogida en la Parroquia Nuestra Señora de al Encarnación.
- Hermanos y Nazarenos

La hermandad cuenta con unos 500 hermanos, de los que salen en procesión alrededor de 300. La túnica y el antifaz es de color verde, acompañado de capa blanca y escudo lateral en bajo hombro, botonadura blanca con cíngulo verde.
- Imágenes

La imagen del Santísimo Cristo de la Vera†Cruz es obra del sevillano Francisco Limón Parra. Es de talla completa realizada en madera de cedro real y a escala humana. Representa a Jesús Nazareno muerto en la cruz. Procesiona por primera vez en la Semana Santa de 2009 sustituyendo a un crucificado del siglo XV qué se encontraba en pésimas condiciones de conservación. 
La imagen de Ntra. Sra. de la Esperanza es de estilo barroco, aproximadamente del siglo XVII. La mano derecha de la Virgen pertenecía a una antigua Virgen de Olvera, Ntra. Sra. del Rosario, quemada durante la guerra. La imagen de San Juan Evangelista fue tallada en 1991 realizada por el imaginero Manuel Mazuecos.
- Tronos

El trono del Santísimo Cristo de la Vera†Cruz fue adquirido en el año 2010, posee 5 varales donde se sitúan más de 60 cargadores. El trono de la Virgen de la Esperanza fue realizado en el año 2012 por el taller de orfebrería de Antonio Santos de Sevilla.

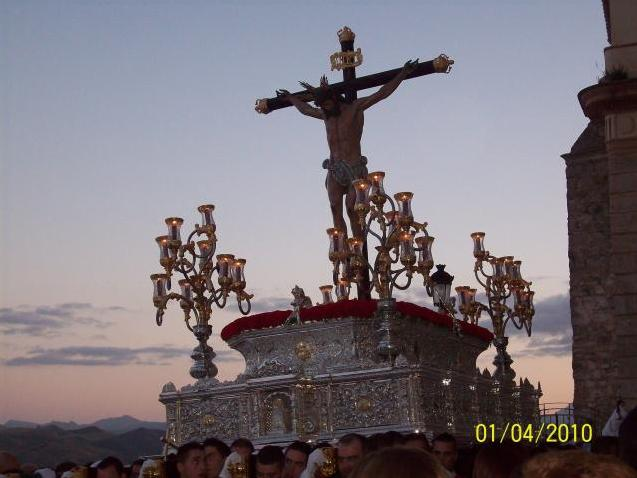
Cristo de la Vera-Cruz
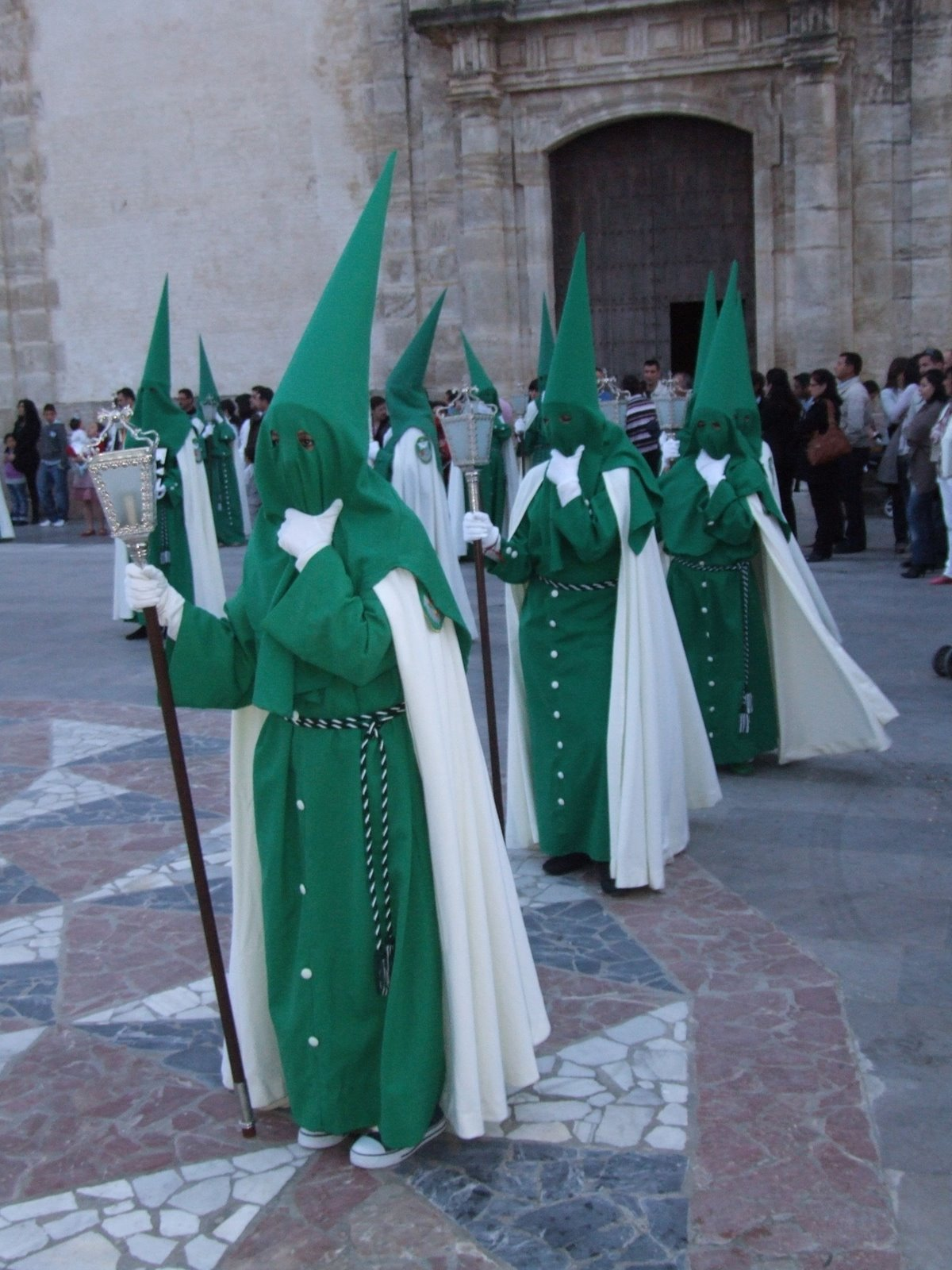
Nazarenos de la Vera-Cruz
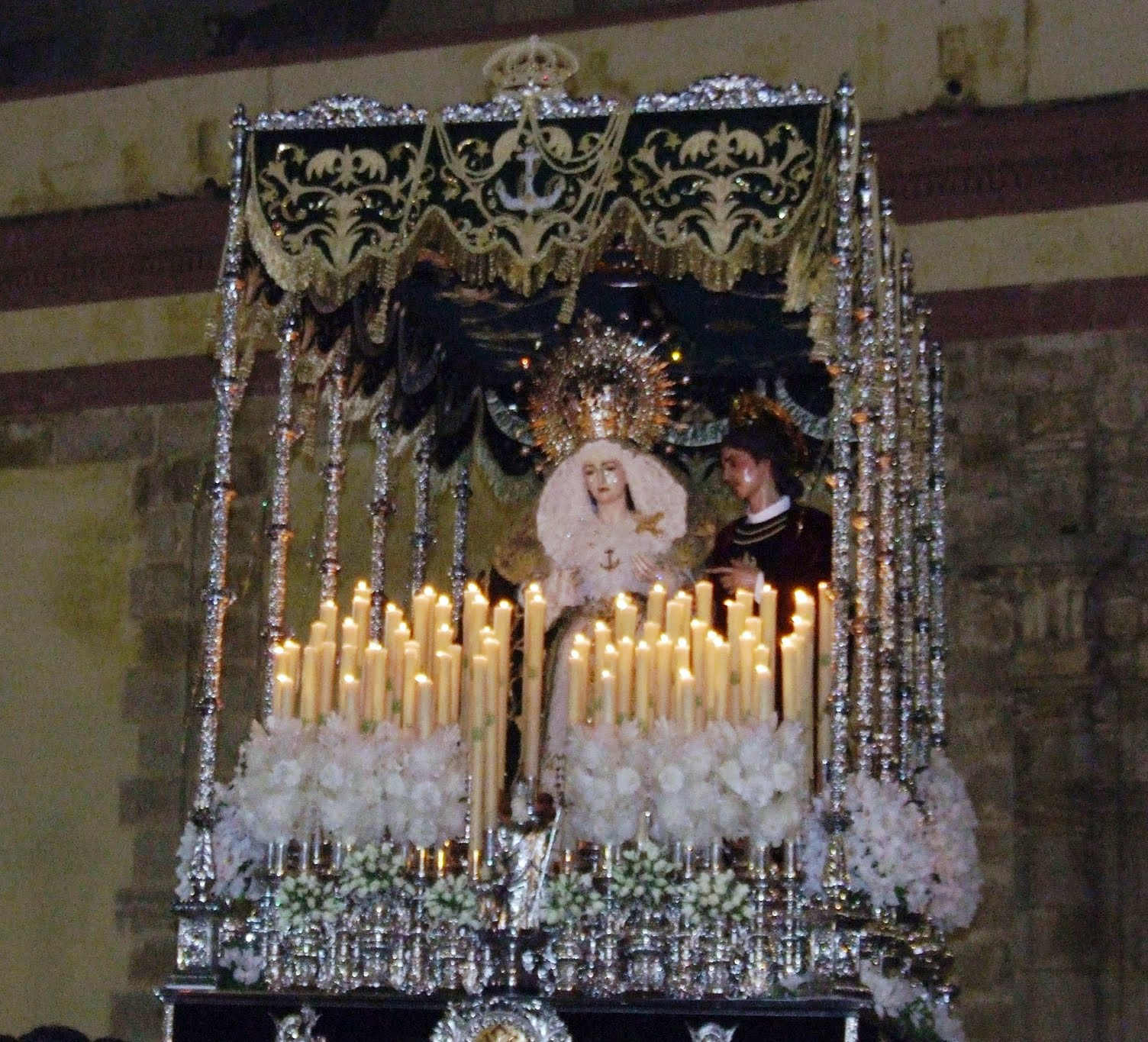
Virgen de la Esperanza

## Viernes Santo
Hermandad del Santo Entierro de Nuestro Señor Jesucristo Yacente y María Santísima de la Soledad
- Historia

Surge a mediados del siglo XX. Como datos de interés recordar que la Casa de Hermandad del Santo Entierro fue bendecida en la Cuaresma 2008. 
- Itinerario

Salida 20:30, de la Iglesia Mayor Parroquial. Itinerario: Plaza de la Iglesia, Calzada, Llana, Pico, Mercado, Calvario, El Gastor, Encarnación, Plaza Fuente Nueva, Plaza de la Concordia, Calvario, Victoria, Llana, Calzada y Plaza de la Iglesia. 
- Hermanos y Nazarenos

La Hermandad del Santo Entierro y Nuestra Señora de la Soledad cuenta con 600 hermanos de los que procesionan alrededor de los 400. Los nazarenos visten con túnica blanca, antifaz y capa negra con escudo en bajo hombro, botonadura y cíngulo negro.
- Imágenes

En el año 2007 se celebró la bendición del nuevo Cristo Yacente. Durante los años 2005 y 2006 la titular de la Hermandad, Nuestra Señora de la Soledad procesionó en solitario, ya que el incendio que se originó en septiembre de 2004 en la Iglesia Parroquial, calcinó el retablo y el Cristo Yacente. El cristo yacente calcinado pertenecía al imaginero sevillano Ramos Corona. El actual pertenece a Limón Parra.

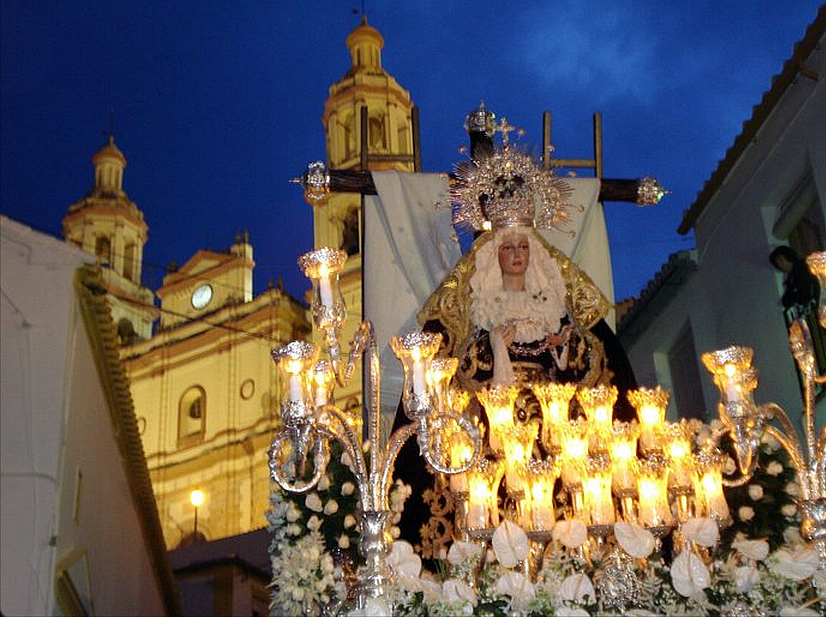
Virgen de la Soledad
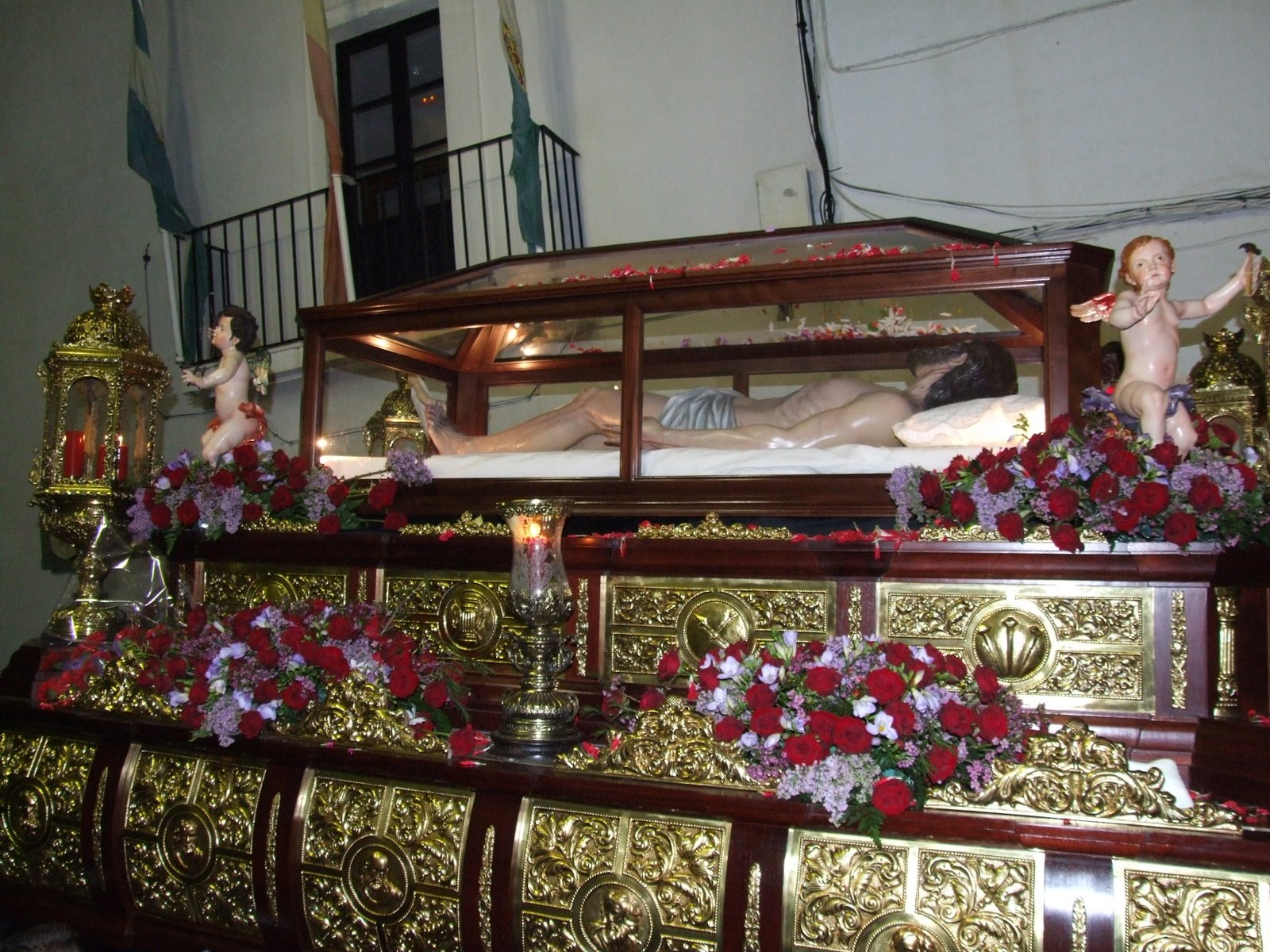
Nuestro Señor Jesucristo Yacente
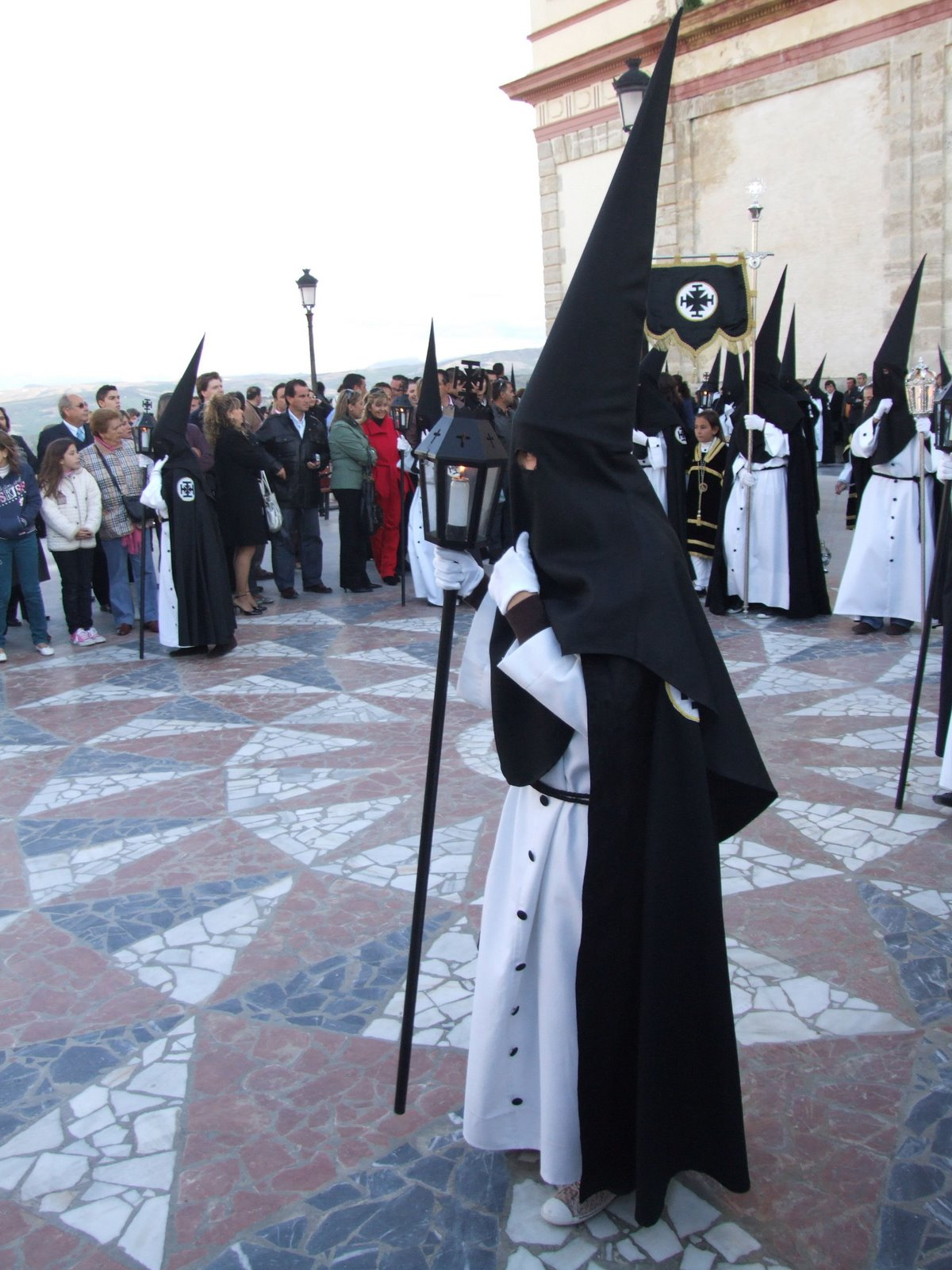
Nazarenos del Santo Entierro